# Éric-Emmanuel Schmitt
Éric-Emmanuel Schmitt (ur. 28 marca 1960 w Sainte-Foy-lès-Lyon) – francuski dramaturg, eseista i powieściopisarz, z wykształcenia filozof. Mieszka w Brukseli.

## Życiorys
Uczęszczał do École normale supérieure, jednej z przodujących francuskich uczelni humanistycznych. Zdobył tam najbardziej prestiżowy z francuskich certyfikatów nauczycielskich oraz doktorat z filozofii.
Na świecie jest znany głównie jako twórca teatralny. Jego pierwszym krokiem ku sławie była La Nuit de Valognes (tytuł angielski: Don Juan on Trial) wystawiona w 1991 w paryskim teatrze Comédie des Champs-Elysées w reżyserii Jeana-Luca Tardieu i następnie wspierana przez Royal Shakespeare Company. Następna sztuka, Le Visiteur (tytuł angielski: The Visitor) z 1993, była triumfem, który przyniósł autorowi trzy Moliery (dla najlepszego aktora, odkrycia teatralnego i przedstawienia). Sztuka była tłumaczona i wystawiana na całym świecie. Wersja muzyczna została przygotowana przez Théâtre Impérial de Compiègne i wystawiana w Operze Londyńskiej.
Po dwóch sukcesach Schmitt porzucił pracę wykładowcy filozofii na Uniwersytecie Sabaudzkim, aby zostać pisarzem pełnoetatowym. Następnym osiągnięciem stała się sztuka Variations énigmatiques (tytuł angielski: Enigma Variations) uznawana za najbardziej popularną pracę Schmitta na świecie.
W ciągu zaledwie dekady stał się jednym z najpoczytniejszych francuskojęzycznych autorów na świecie. Jego książki tłumaczone są na 35 języków, a sztuki wystawiane w ponad czterdziestu krajach. Książki Schmitta w większości bazują na sztukach teatralnych o tych samych tytułach.
Poza dziedziną teatru, Eric-Emmanuel Schmitt w 1997 napisał doktorat na temat „Diderot i filozofia uwodzenia”. Ponadto, jako meloman z zamiłowania, przetłumaczył na francuski Wesele Figara. W październiku 2005 jego nowa powieść Moje życie z Mozartem została wydana w kilku państwach.
We Francji wszystkie jego prace wydawane są przez wydawnictwo Albin Michel.
Od 2002 roku Schmitt mieszka w Brukseli, a w 2008 uzyskał obywatelstwo belgijskie.
W 2001 roku przyznano mu nagrodę Grand Prix du Théâtre de l’Académie Française. W roku 2010 otrzymał Nagrodę Goncourtów w kategorii opowiadania za zbiór opowiadań Trucicielka.
Na polski jego twórczość tłumaczyli: Hanna Abramowicz, Maria Braunstein, Jan Brzezowski, Wawrzyniec Brzozowski, Barbara Grzegorzewska, Gabriel Karski, Jan Maria Kłoczowski, Anna Lisowska, Łukasz Müller, Krystyna Rodowska, Agata Sylwestrzak-Wszelaki i Ewa Wieleżyńska.

## Twórczość

### Proza
- La Secte des égoïstes (1994, polskie wydanie: Sekta egoistów, tłum. Łukasz Müller, Wydawnictwo Znak literanova 2015)
- Milarepa (1997. zbiór powieści "Księga o niewidzialnym" tłum. Łukasz Müller, Wydawnictwo Znak literanova 2012)
- L'Évangile selon Pilate (2000, polskie wydania: Ewangelia według Piłata, tłum. Krystyna Rodowska, Wydawnictwo Literackie 2003; 2005; tłum. Hanna Abramowicz, Wydawnictwo Literackie 2009).
- Monsieur Ibrahim et les fleurs du Coran (2001, polskie wydanie: Pan Ibrahim i kwiaty Koranu, tłum. Barbara Grzegorzewska, Znak 2004), (również ekranizacja).
- La Part de l’autre (2001, polskie wydania: Przypadek Adolfa H., tłum. Ewa Wieleżyńska, Znak 2007; Znak Literanova 2012).
- Guignol aux pieds des Alpes (2002).
- Lorsque j'étais une œuvre d’art (2002, polskie wydanie: Kiedy byłem dziełem sztuki, tłum. Maria Braunstein, Znak 2007).
- Oscar et la dame Rose (2002, polskie wydania: Oskar i pani Róża, tłum. Barbara Grzegorzewska, Znak 2004; Znak Literanova 2011).
- L’Enfant de Noé (2004, polskie wydanie: Dziecko Noego, tłum. Barbara Grzegorzewska, Znak 2005).
- Ma vie avec Mozart (2005, polskie wydanie: Moje życie z Mozartem, tłum. Jan Maria Kłoczowski, Znak 2008).
- Odette Toulemonde et autres histoires (2006, polskie wydanie: Odette i inne historie miłosne, tłum. Jan Brzezowski, Znak 2009).
- La Rêveuse d’Ostende (2007, polskie wydania: Marzycielka z Ostendy, tłum. Anna Lisowska, Znak 2009; Znak Literanova 2011).
- Ulysse from Bagdad (2008, polskie wydanie: Ulisses z Bagdadu, tłum. Jan Maria Kłoczowski, Znak 2010).
- Le sumo qui ne pouvait pas grossir (2009, polskie wydanie: Zapasy z życiem, tłum. Gabriel Karski, Agata Sylwestrzak-Wszelaki, Znak 2010).
- Concerto a’la memoire d’un ange (2010, polskie wydanie: Trucicielka, tłum. Agata Sylwestrzak-Wszelaki, Znak 2011).
- Quand je pense que Beethoven est mort alorsque tant de crétins vivent… suivi de Kiki van Beethoven (2010, polskie wydanie: Kiki van Beethoven, tłum. Agata Sylwestrzak-Wszelaki, Znak Literanova 2011).
- La Femme au miroir (2011, polskie wydanie: Kobieta w lustrze, tłum. Łukasz Müller, Znak 2012).
- Les dix enfants que madame Ming n’a jamais eus (2012, polskie wydanie: Tajemnica pani Ming, tłum. Łukasz Müller, Znak 2014).
- Les Deux Messieurs de Bruxelles (2012, polskie wydanie: Małżeństwo we troje, tłum. Agata Sylwestrzak-Wszelaki, Znak 2013).
- Les Perroquets de la place d’Arezzo (2013, polskie wydanie: Papugi z placu d’Arezzo, tłum. Łukasz Müller, Znak 2014).
- L’Élixir d’amour (2014, polskie wydanie: Napój miłosny, tłum. Wawrzyniec Brzozowski, Znak 2015).
- Le Poison d´amour (2014, polskie wydanie: Zazdrośnice, tłum. Łukasz Müller, Znak 2016).
- La Nuit de feu (2015, polskie wydanie: Noc ognia, tłum. Łukasz Müller, Znak 2016).
- L'homme qui voyait à travers les visages (2016, polskie wydanie: Człowiek, który widział więcej, tłum. Łukasz Müller, Znak literanova 2017).

### Sztuki teatralne
- La Nuit de Valognes (1991).
- Le Visiteur (1993).
- Golden Joe (1995).
- Variations énigmatiques (1996).
- Courtes pièces en un acte (1996).
- Le Libertin (1997).
- Milarepa (1997).
- Frédérick ou le Boulevard du crime (1998).
- Hôtel des deux mondes (1999).
- Le Bâillon (1999).
- Mille et un jours (2000).
- Oscar et la Dame rose (2002).
- Petits crimes conjugaux (2003, polskie wydania: Małe zbrodnie małżeńskie, tłum. Barbara Grzegorzewska, Znak 2005; 2008).
- Mes Évangiles (2004, polskie wydanie: Moje Ewangelie, tłum. Barbara Grzegorzewska, Znak 2006)), adaptacja teatralna powieści Ewangelia według Piłata.
- La Tectonicque des sentiments (2007, polskie wydania: Tektonika uczuć, tłum. Barbara Grzegorzewska, Znak 2008; Historie miłosne, tłum. Jan Brzezowski, Barbara Grzegorzewska, Anna Lisowska, Znak 2010; 2012).
- Le Bossu (2008).
- Milady (2010).
- Kiki van Beethoven (2010).
- Le Journal d’Anne Frank (2012).
- Un homme trop facile (2013).
- The Guitrys (2013).
- La Trahison d’Einstein (2014).
- Georges et Georges (2014).
- Si on recommençait (2014).
- Le Joueur d'échecs (2014).
- L'Élixir d’amour (2015).
- Hibernatus (2015).

### Wydania zbiorowe
- Opowieści o niewidzialnym, tłum. Barbara Grzegorzewska, Znak 2005. Zawiera: Oskar i pani Róża, Pan Ibrahim i kwiaty Koranu, Dziecko Noego.
- Księga o niewidzialnym, tłum. Barbara Grzegorzewska, Łukasz Müller, Agata Sylwestrzak-Wszelaki, Znak Literanova 2012. Zawiera: Milarepa, Pan Ibrahim i kwiaty Koranu, Oskar i pani Róża, Dziecko Noego, Zapasy z życiem.
- Théâtre. La Nuit de Valognes, Le Visiteur, Le Bâillon, L’école du diable (1999, polskie wydanie: Intrygantki, tłum. Wawrzyniec Brzozowski, Znak Literanova 2013. Zawiera: Noc w Valognes, Gość, Knebel, Szatańska filozofia).